# M'diq-Fnideq

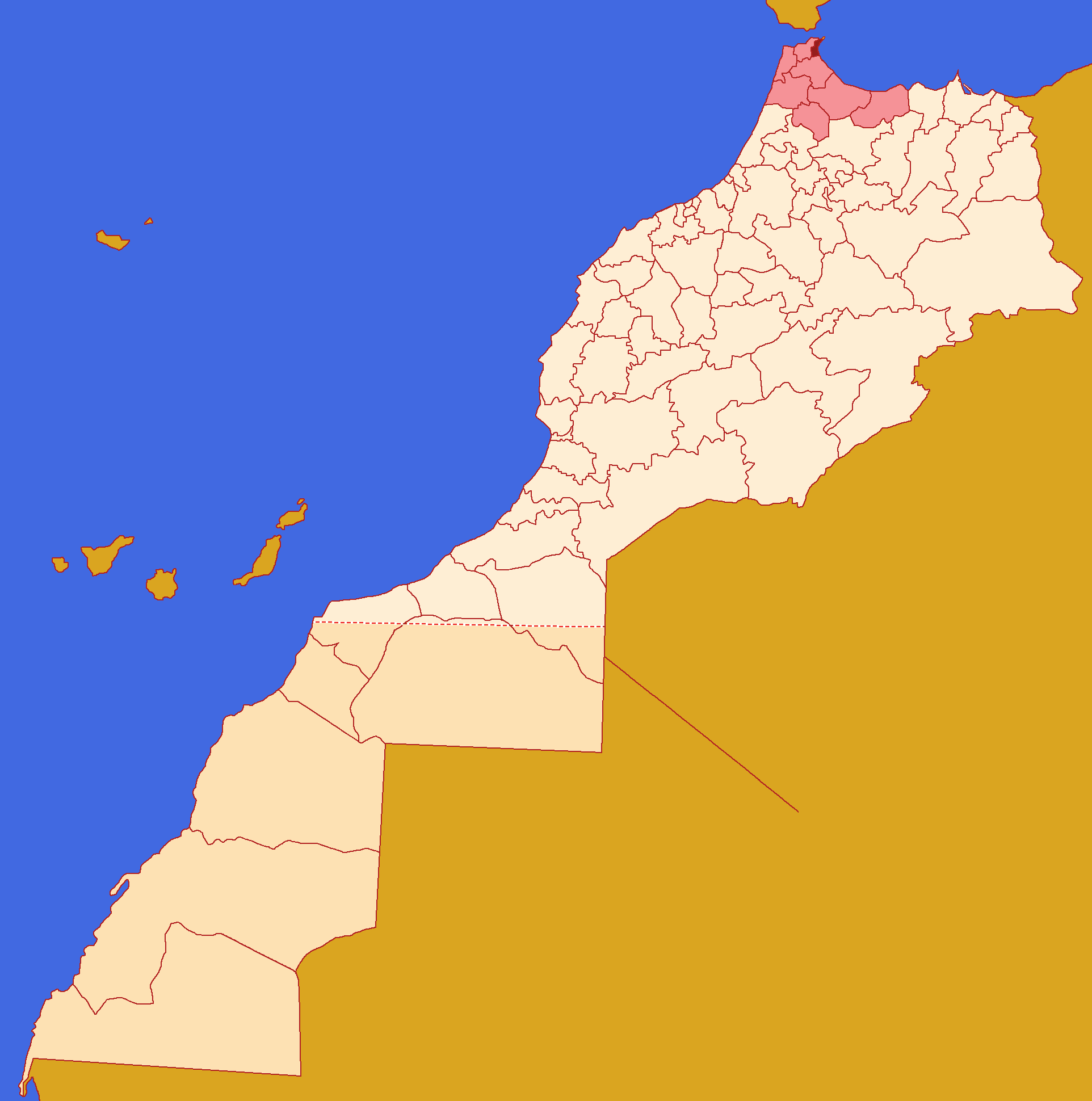
Localização da prefeitura em Marrocos.

M'diq-Fnideq-Fnideq é uma prefeitura de Marrocos, que pertence administrativamente à região de Tânger-Tetuão-Al Hoceima. Faz fronteira com a cidade autónoma de Ceuta, pertencente a Espanha. Historicamente e culturalmente faz parte da Jebala. A sua capital é a cidade de M'diq.

## Características geográficas
Superfície: 213 km²
População total: 209 897 habitantes (em 2014)